# Fahrradstation

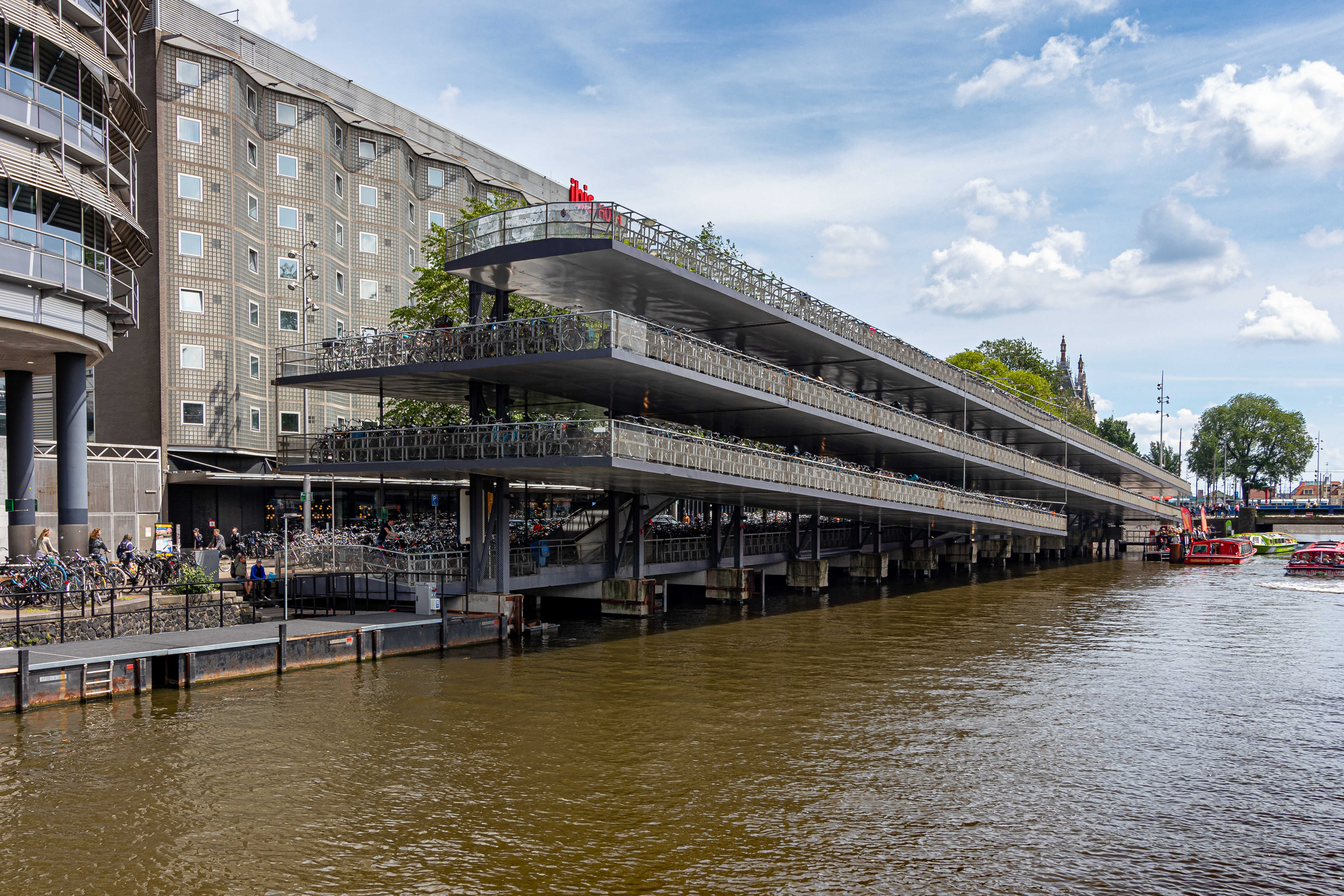
Dreistöckiges Fahrradparkhaus (2001) in Amsterdam mit 2.500 Stellplätzen

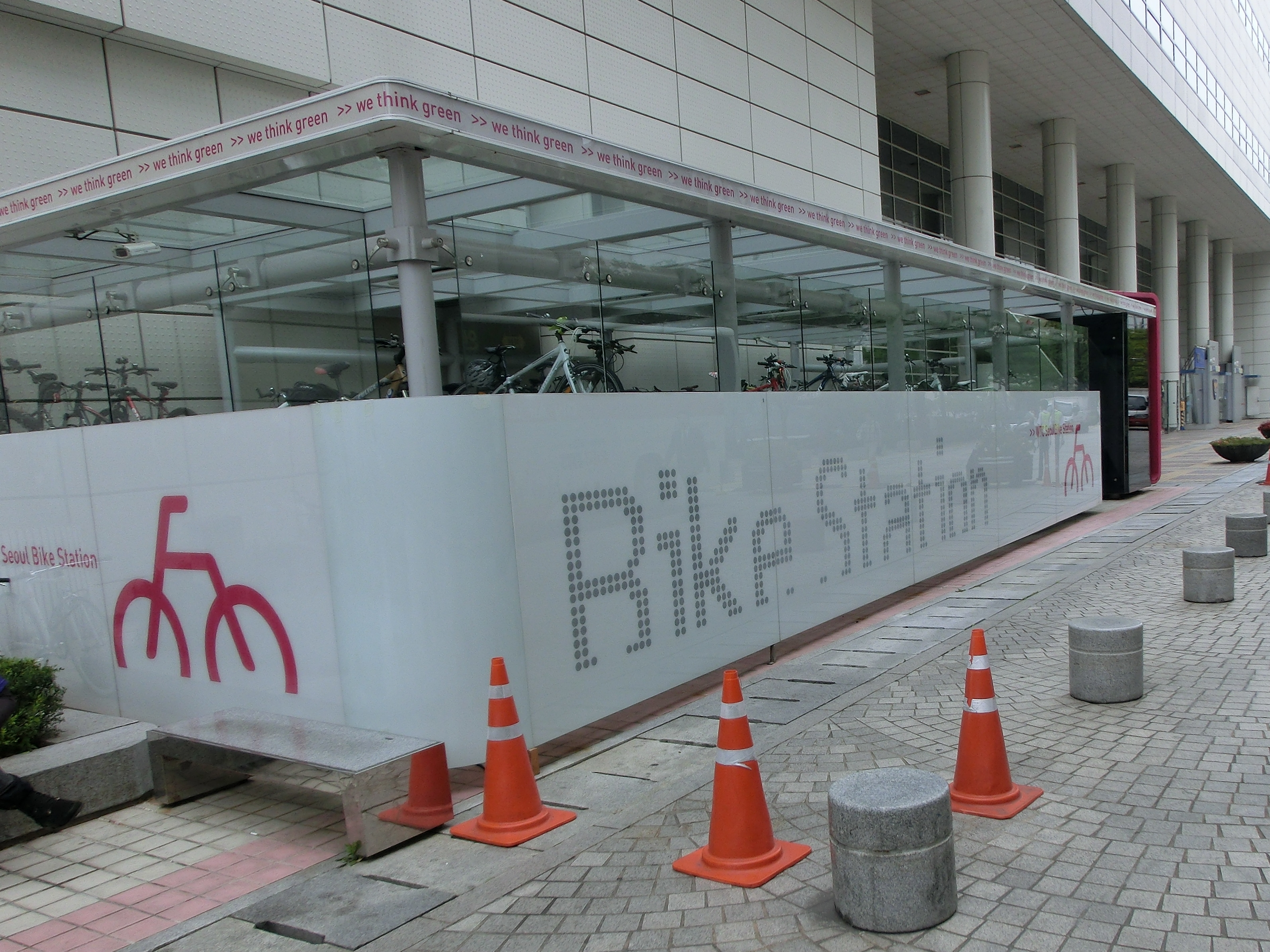
Fahrradparkhaus (Südkorea)

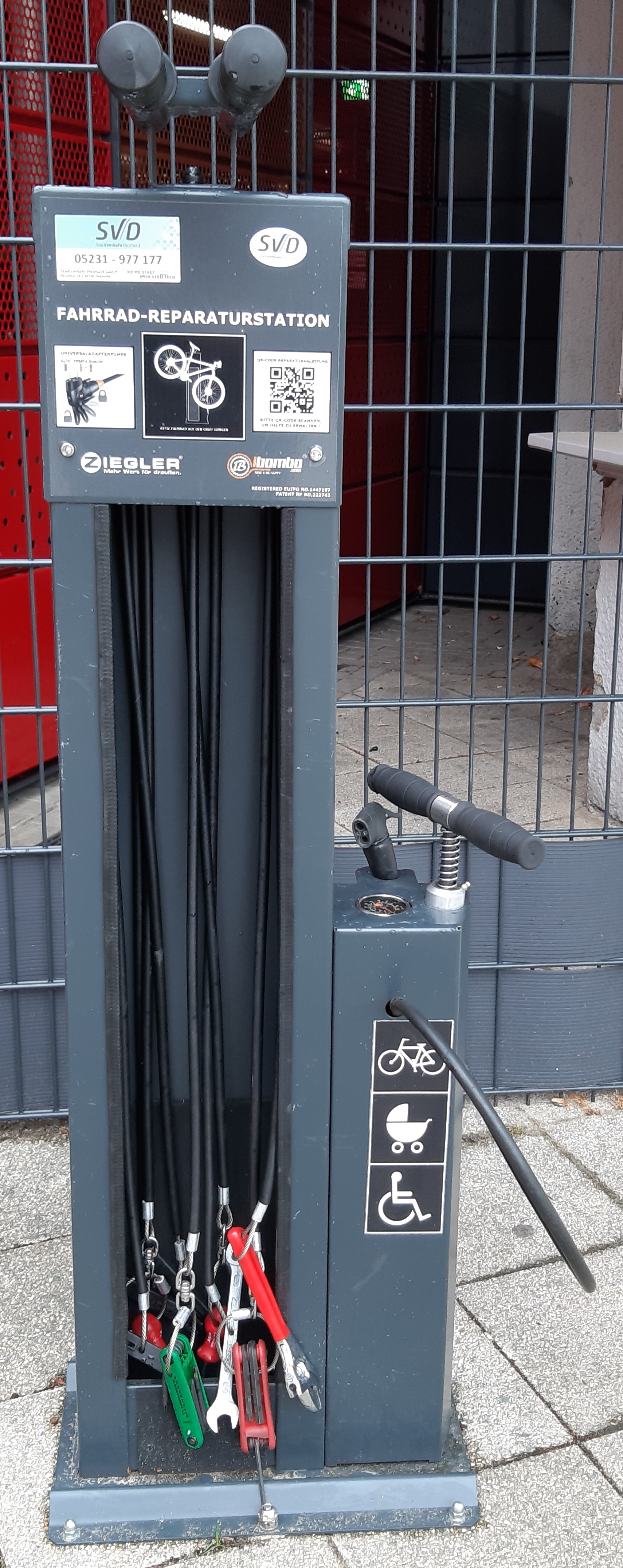
Fahrradreparaturstation am Bahnhof Detmold

Eine Fahrradstation, auch Radstation oder schweizerisch Velostation, ist eine Räumlichkeit, die zumindest drei Grundfunktionen erfüllt:
- Kostenpflichtiges, bewachtes Abstellen von Fahrrädern in geschlossenen Räumen
- Verleih von Fahrrädern
- Reparaturservice für Fahrräder

Weitere Dienstleistungen, wie zum Beispiel der Verkauf von Fahrrädern, Ersatzteilen und Fahrradzubehör bzw. touristische Informationen können auch angeboten werden. Fahrradstationen bieten teilweise professionelle Fahrradreinigungen in Fahrradwaschanlagen oder gründliche Handreinigungen des kompletten Rades, inkl. Nabenschaltung etc. an sowie teilweise auch das Fahrrad-Leasing. Einige Fahrradstationen, z. B. die Fahrradstation am Hauptbahnhof Köln, bieten auch den Bau von Fahrrädern nach Maß genau auf den Körperbau des Radfahrers abgestimmt an. Oft befinden sich diese Stationen an Bahnhöfen (Bike and ride).
Radstation ist eine vom ADFC Nordrhein-Westfalen geschützte Wort-/Bildmarke.

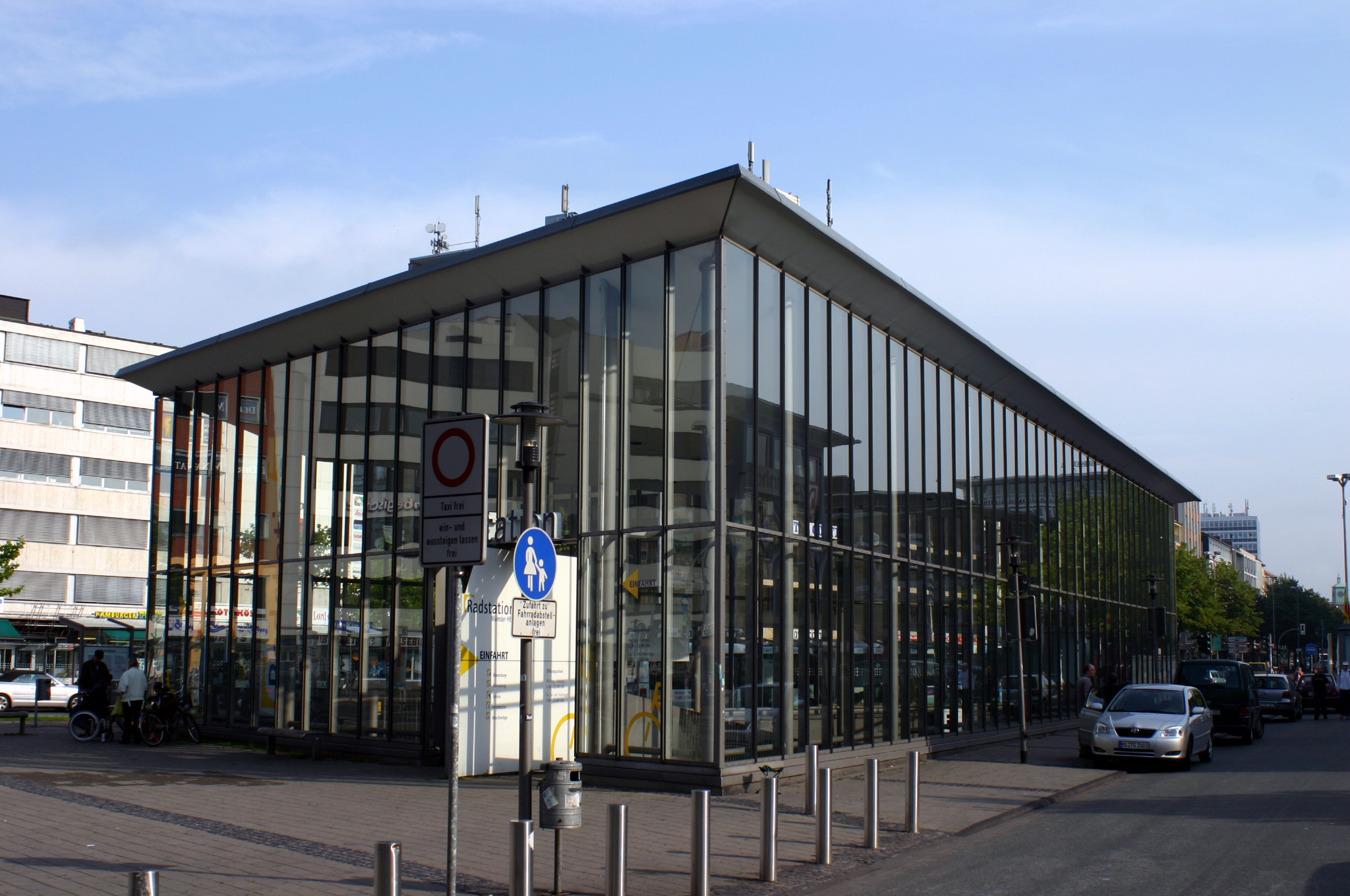
Radstation Münster am Hauptbahnhof
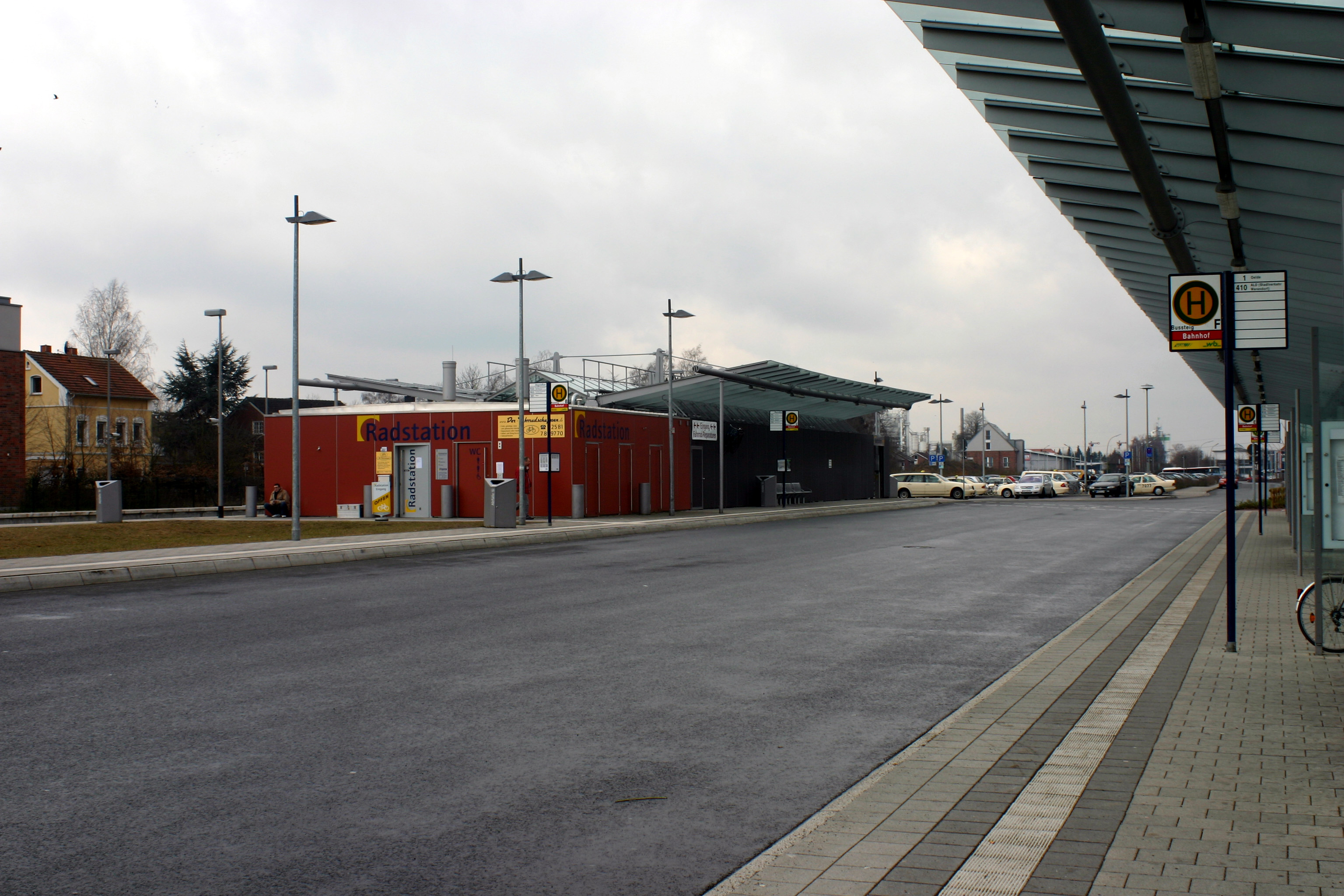
Radstation am Bahnhof im westfälischen Warendorf
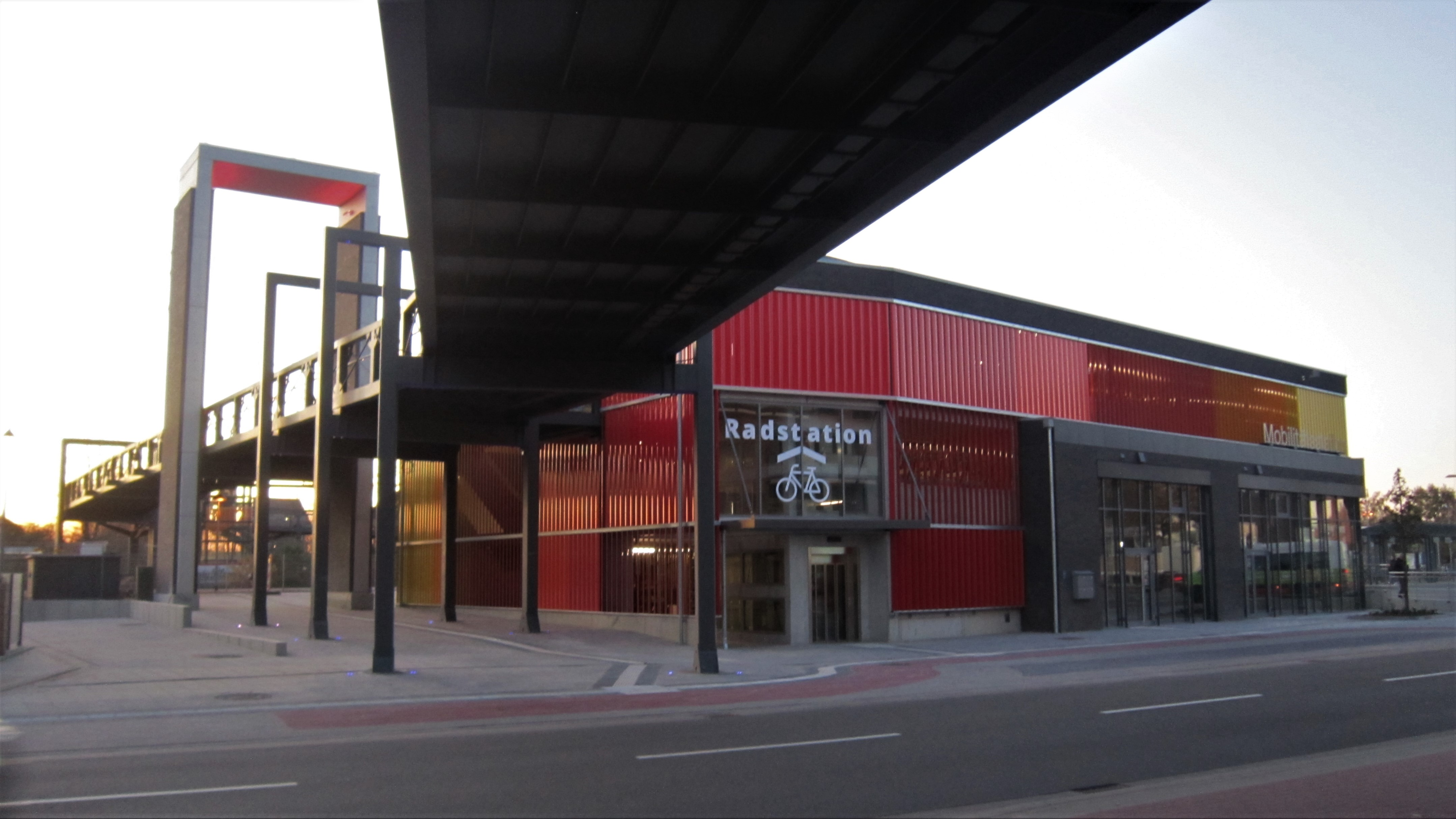
Radstation am Bahnhof Vechta. Extraservice: eine Fahrrad-Waschanlage
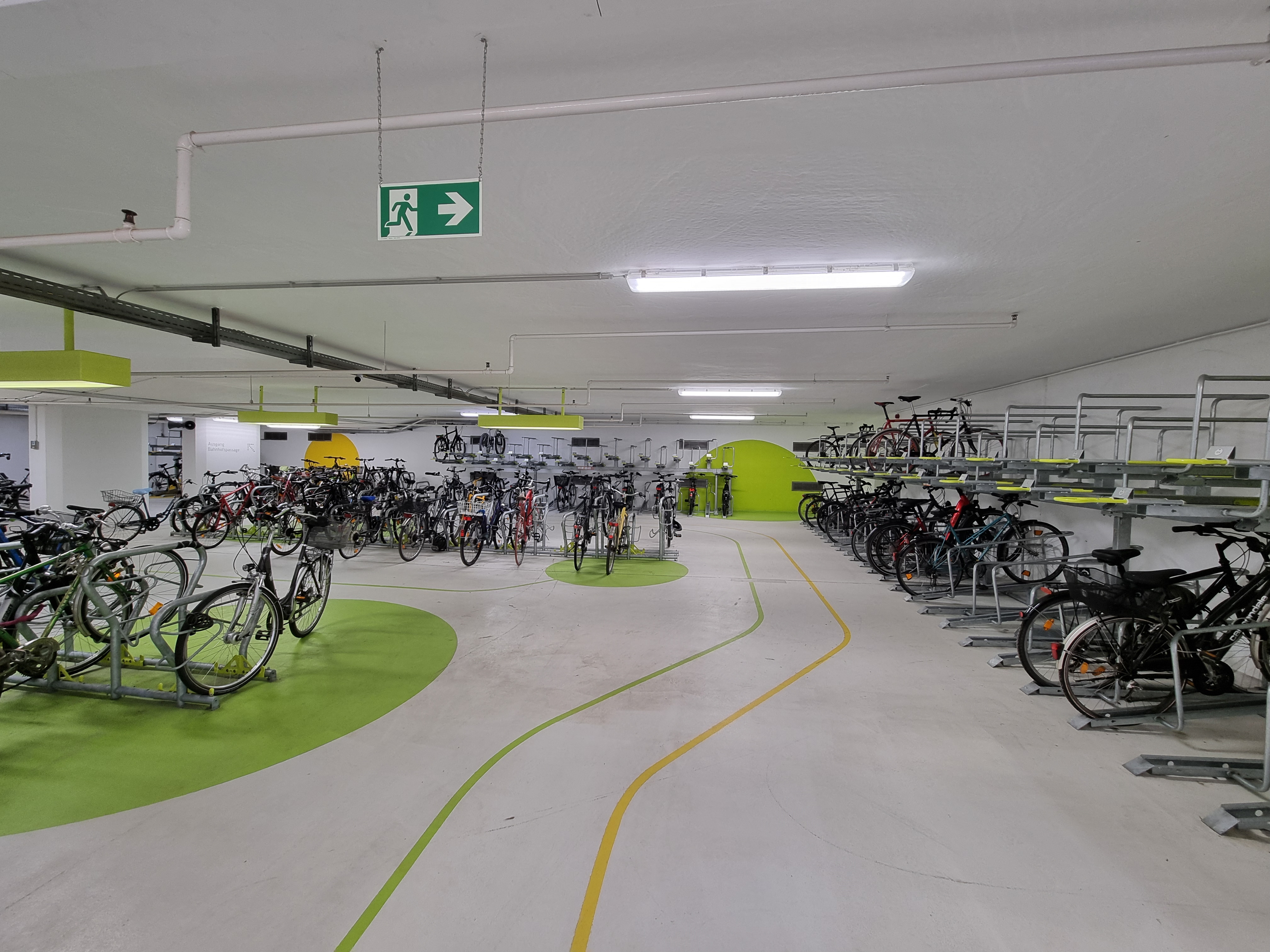
Fahrradstation Süd am Karlsruher Hbf
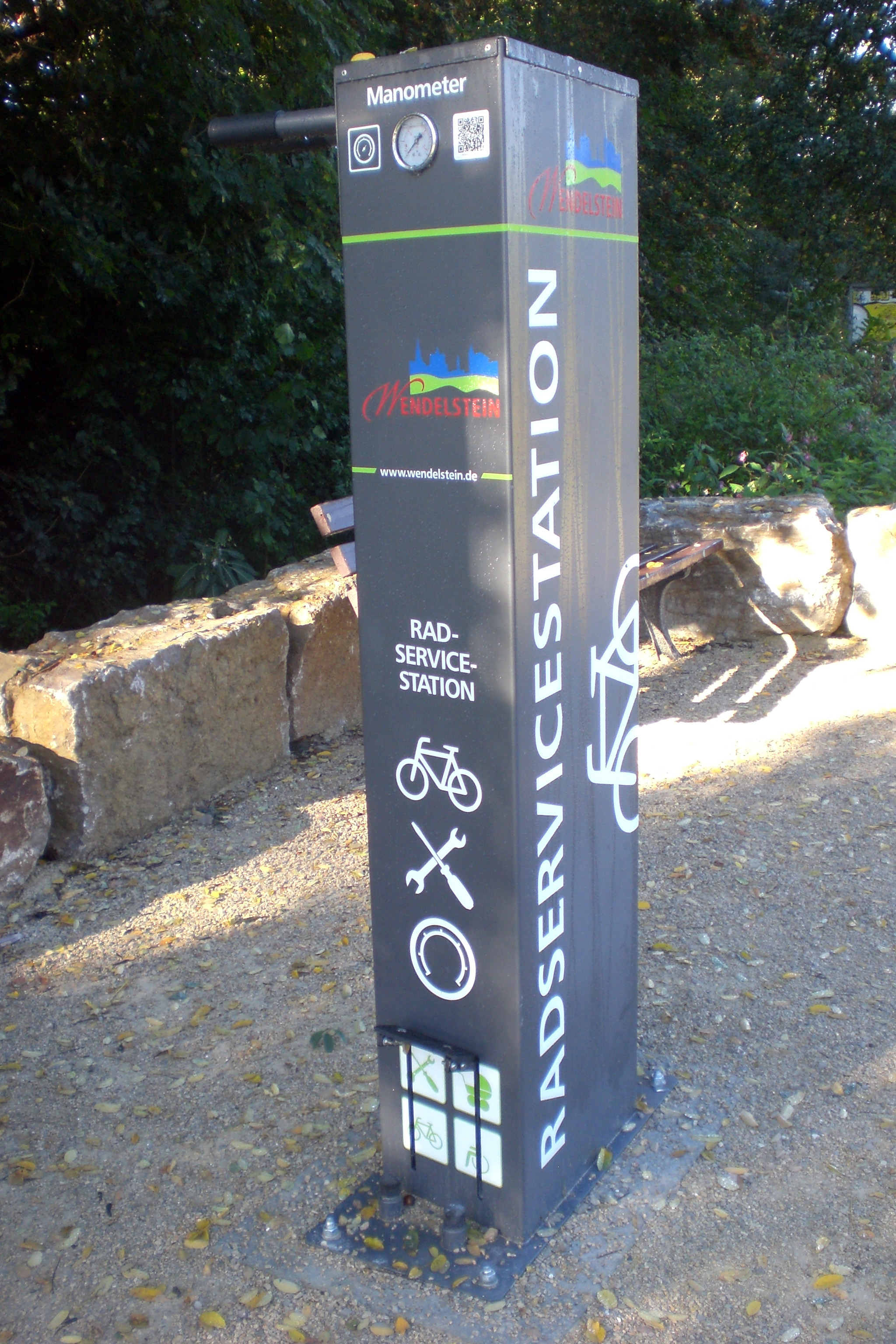
Fahrradstation am Ludwigskanal in Wendelstein

Die erste Fahrradstation in der Schweiz wurde 1994 in Aarau eröffnet.
Mitte 2012 gab es in Deutschland knapp 100 Fahrradstationen, 66 davon in Nordrhein-Westfalen. Die größte Radstation Deutschlands ist die Radstation Münster am Hauptbahnhof Münster.
Eine Fahrradstation soll nicht mit einer Fahrradgarage oder einem Fahrradparkhaus verwechselt werden, weil die letzteren nur das reine Abstellen von Fahrrädern ohne Serviceleistungen anbieten. Eine Ausnahme ist die Fahrradstation Süd am Karlsruher Hauptbahnhof – sie bietet nur Abstellmöglichkeiten und keine Dienstleistungen.
Analog zu Parkhäusern für Autos gibt es Fahrradparkhäuser in größeren Städten, um den knappen innerstädtischen Raum besser auszunutzen und den Straßenraum von geparkten Fahrrädern zu entlasten (siehe auch Ruhender Verkehr). Geschlossene und bewachte Fahrradparkhäuser bieten gegen Gebühr Schutz auch für hochwertige Räder. Durch elektronische Schlüsselsysteme können solche Stellplätze jederzeit zur Abholung erreichbar gemacht werden. Eine alternative Möglichkeit sind überdachte Fahrradplätze mit abschließbaren mietbaren Fahrradabstellboxen. Hinsichtlich der Abstelldichte sei gesagt, dass es sich in der Regel um eine doppelstöckige Parkeinrichtung beim Fahrradparkhaus handelt.
Die BASF besitzt ein großes Fahrradparkhaus in ihrem Werk Ludwigshafen am Rhein. In anderen Ländern, besonders in Dänemark und den Niederlanden, befinden sich in einigen Großstädten ebenfalls überdachte Fahrradstellplätze oder -parkhäuser.
Fahrradstationen werden oft von gemeinnützigen Organisationen getragen und unterhalten, in denen Menschen mit Behinderung, Erwerbsminderung und/oder anderen gesundheitlichen Einschränkungen arbeiten. Diesen wird so eine feste Tagesstruktur und ein entsprechender Verdienst ermöglicht. Neben der Förderung des Radfahrens als umweltfreundliche und gesundheitsfördernde Art der Fortbewegung werden Radstationen auch aufgrund dieses sozialen Aspektes besonders gefördert.
Die Alternative zur Fahrradstation ist die Mitnahme von Fahrrädern in Bussen, Zügen oder auf Fahrgastschiffen. Durch diese Kombination von Individual- und öffentlichem Verkehr lassen sich auch per Fahrrad problemlos größere Entfernungen zurücklegen. Eine Anfahrt per Rad zur Haltestelle, dann Fahrradmitnahme und anschließend Weiterfahrt per Rad erhöht die Nutzungsmöglichkeiten von ÖPNV-Angeboten. Hier steht die Förderung zum Beispiel durch kostenlose Fahrradbeförderung in einigen Bundesländern bzw. Verkehrsverbünden oder die Einrichtung von BahnRadRouten (Radwanderwege) den einschränkenden Maßnahmen einzelner Bahnbetreiber gegenüber (beispielsweise Hotline-Vorbestellung für Nahverkehrszüge).
Graz hat seit einigen Jahren am Hauptbahnhof eine unbesetzte doch kameraüberwachte Radstation ohne Werkstätte mit einem Reparaturkasten davor. Der – neue – Hauptbahnhof Wien erhielt Ende März 2016 eine erste Radstation mit Garagierung, Reparaturständer für Selbsthilfe, Verleih und Werkstätte.
Das niederländische Utrecht hat seit 2019 das größte Fahrradparkhaus der Welt mit 12.500 Plätzen.
In Amsterdam wurde 2023 die oberirdische Fahrradstation durch ein unterirdische, unter Wasser liegendes Fahrradparkhaus mit 7.000 Stellplätzen eröffnet.